# Braunfelsia edentula
Braunfelsia edentula là một loài Rêu trong họ Dicranaceae. Loài này được (Mitt.) Wijk & Margad. mô tả khoa học đầu tiên năm 1958.